# Bezkartáčový stejnosměrný motor
Bezkartáčový stejnosměrný motor (anglicky Brushless DC electric motor, BL motor nebo BLDC motor, též elektronicky komutovaný motor) je v elektrotechnice typ synchronního stejnosměrného motoru, který místo komutátoru používá střídač vytvářející pulzy do cívek statoru tak, aby se motor otáčel (vytváří točivé magnetické pole). Rotor je tvořen permanentními magnety. Předchůdcem bezkartáčových motorů je kartáčový stejnosměrný motor.

## Historie
Kartáčový stejnosměrný motor byl vynalezen v 19. století a je běžným typem malých motorů, například pro pohon hraček, nářadí nebo domácích spotřebičů. Bezkartáčový motor mohl být vyroben po vynalezení polovodičových součástek v 60. letech 20. století.
Výkonné bezkartáčové motory byly uvedeny na trh po zavedení výroby malých, lehkých, levných a silných permanentních neodymových magnetů na začátku 80. let 20. století. V současné době jsou používány v RC modelech, počítačových ventilátorech, pohonu elektrokol, hybridních automobilech, elektromobilech a podobně.

## Princip funkce
Rotor motoru je tvořen permanentním magnetem, stator vinutými cívkami, do nichž je pomocí řídící jednotky (střídač) přiveden střídavý proud, vytváří točivé magnetické pole. řídící jednotka sleduje pohyb rotoru, aby správně zapínala jednotlivé cívky na statoru a na hřídeli motoru byl vytvářen točivý moment. Rotor se snaží uchovat si svoji konstantní polohu vůči otáčivému magnetickému poli vytvářenému průchodem střídavého proudu ve statoru, drží se v synchronismu až do kritického točivého momentu. Vůči poli statoru si udržuje posuv o úhel podle zátěže (zátěžový úhel beta): Změnou zátěže se úhel změní přechodovým jevem (kývání rotoru), kdy se i cyklicky po určitou dobu (řádově sekundy) pravidelně mění otáčky rotoru. Výkonová zátěžová charakteristika se nazývá V-křivka. Bezkartáčový stejnosměrný motor je někdy označován jako synchronní motor, i když zde není vnější frekvence napájecího proudu, na kterou by se motor synchronizoval.

## Střídavý servomotor
Střídavé servomotory jsou bezkartáčové synchronní motory s permanentními magnety na rotoru a třífázovým vinutím ve statoru. Optimalizovaná konstrukce motoru s použitím nových magnetických materiálů dovoluje až pětinásobné momentové přetížení, a tyto motory jsou proto vhodné pro dynamicky náročné úlohy s nízkou spotřebou, jako je provoz silničních elektromobilů.[zdroj?] Doplněním vhodnou planetovou převodovkou je možno optimalizovat potřebný moment k otáčkám pohonu.